# Alejandra de la Guerra
Alejandra de la Guerra (ur. 14 lutego 1968) – peruwiańska siatkarka. Srebrna medalistka igrzysk olimpijskich w Seulu.